# 제일테크노스
제일테크노스(Jeil Technos)는 대한민국의 데크플레이트 기업이다. 본사는 경상북도 포항시 남구 장흥로39번길 7에 위치해 있다. 대표이사는 나주영이다.

## 참고 문헌
1. ↑  제일테크노스 "국내 유일 원전 하이데크 생산...60조 해외 원전 수주 독점 공급 예정", 뉴스핌, 2022년 8월 25일
2. ↑  2024.04.01
3. ↑  한국IR협의회 기술분석보고서- 제일테크노스, 2023.05.04
4. ↑  제일테크노스, 윤석열 테마주로 재강세 시동 걸었다, 영남경제신문, 2022.03.13
5. ↑  제일테크노스, 25일부터 8개월간 토목건축 영업정지, 이데일리, 2023.10.04